# Pogonomyrmex bruchi
Pogonomyrmex bruchi är en myrart som beskrevs av Auguste-Henri Forel 1913. Pogonomyrmex bruchi ingår i släktet Pogonomyrmex och familjen myror. Inga underarter finns listade i Catalogue of Life.

## Bildgalleri

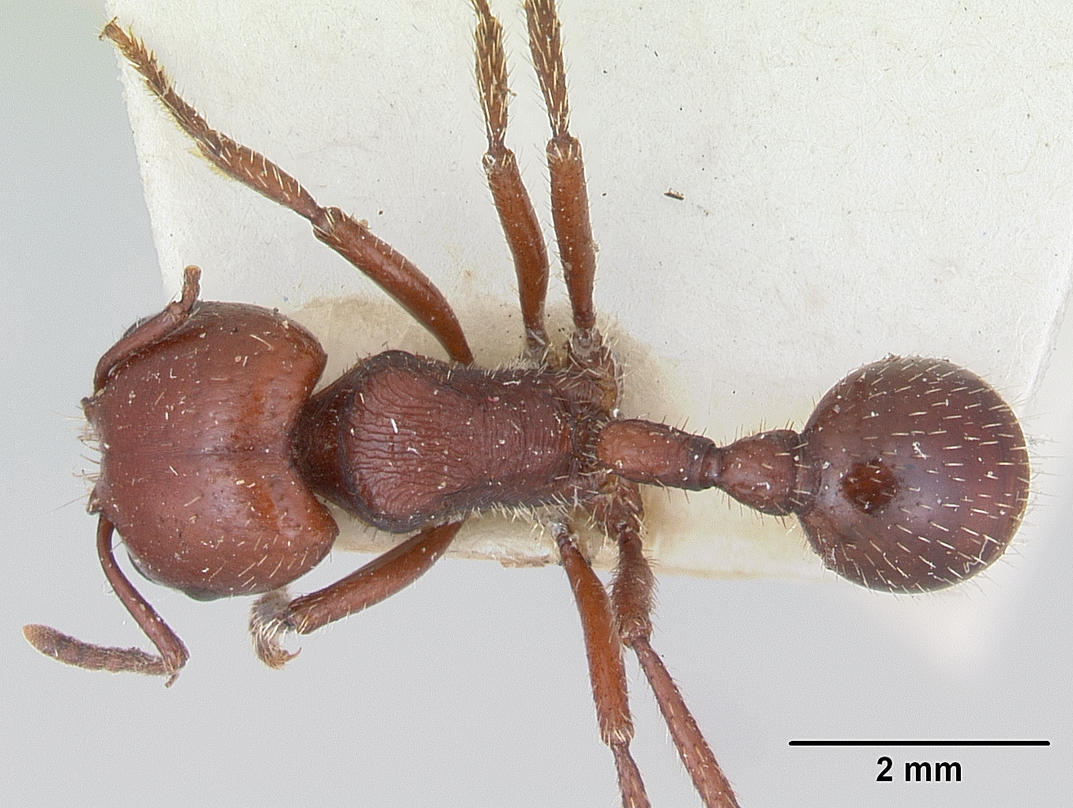
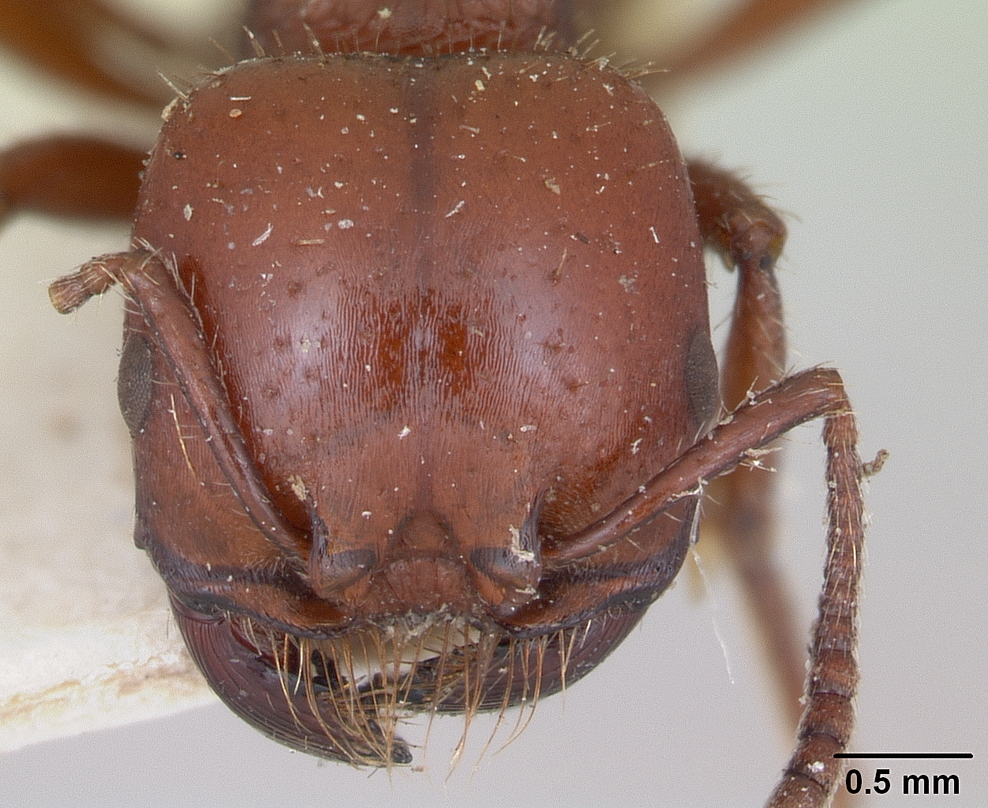
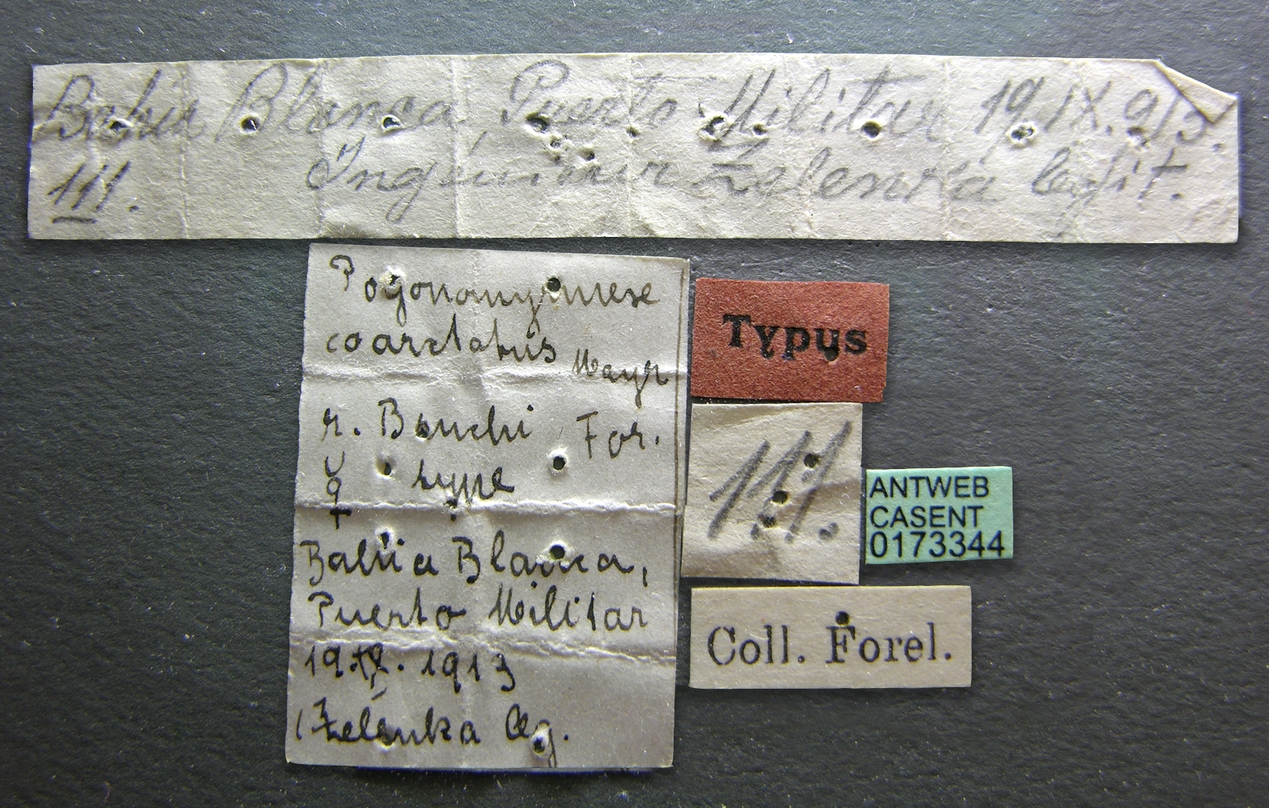
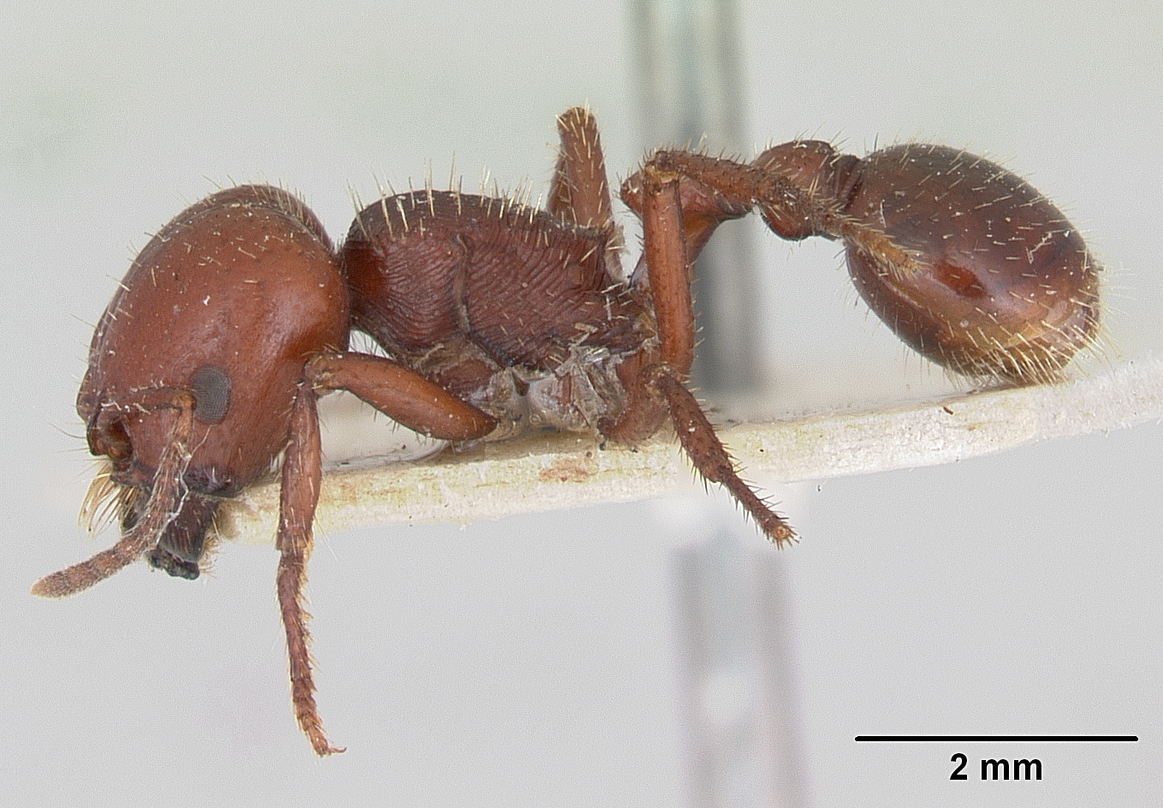
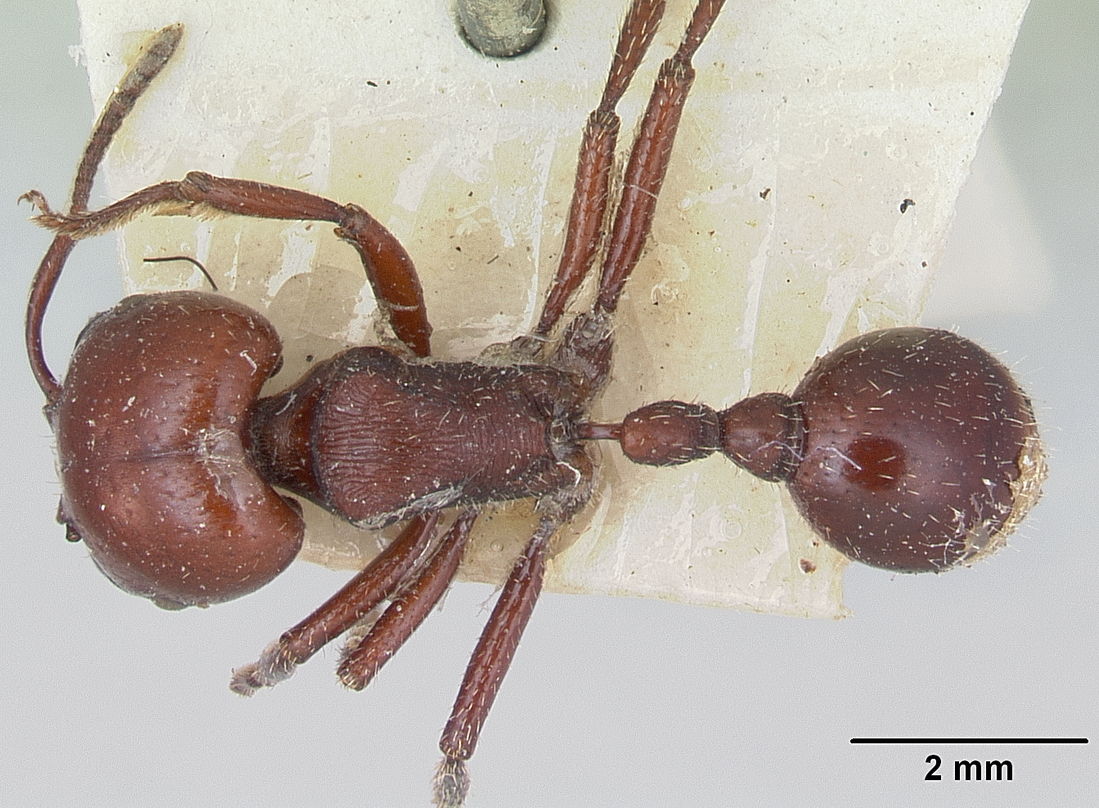
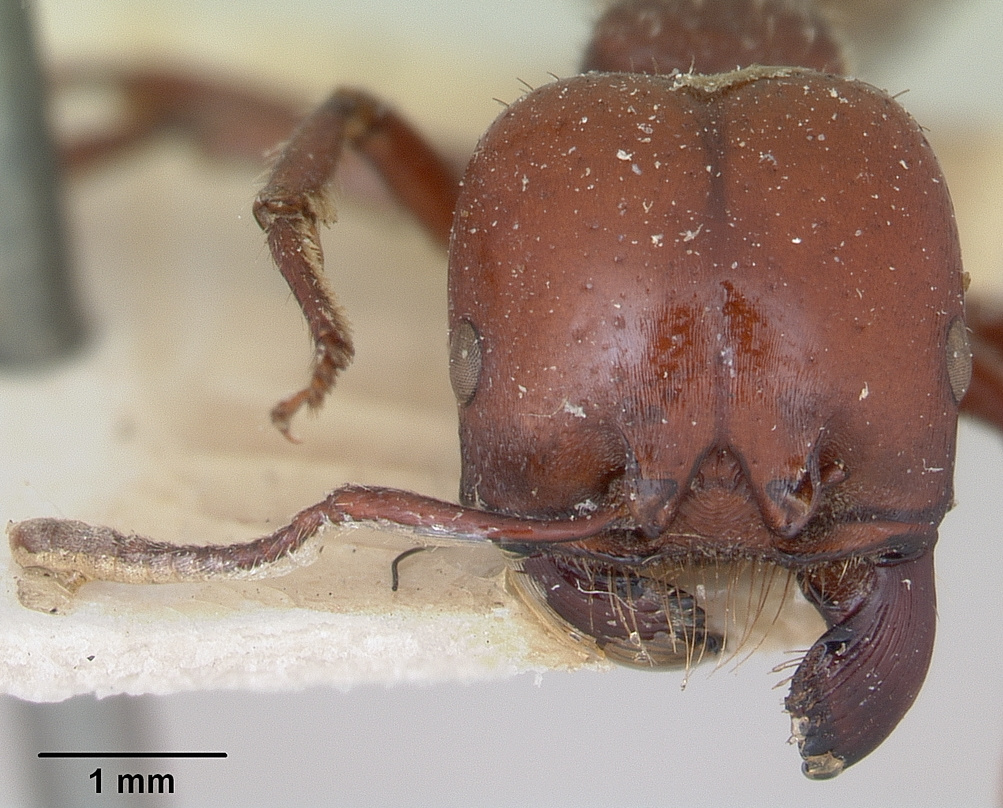